# Gary Barlow
Pour les articles homonymes, voir Barlow.
Gary Barlow, né le 20 janvier 1971 à Frodsham, dans le Cheshire en Angleterre, est un chanteur compositeur et membre du groupe pop Take That. En octobre 2006, il a sorti sa biographie intitulée My Take. Depuis 2011, il est également membre du jury de l'émission britannique télé-crochet The X Factor.
Il est fait officier de l'ordre de l'Empire britannique le 16 juin 2012, pour services rendus à l'industrie du divertissement et aux associations caritatives.

## Jeunesse
Gary est né le 20 janvier 1971 à Frodsham dans la province du Cheshire en Grande-Bretagne. Il alla à l’école Weaver Vale, puis au lycée de Frodsham. Ses parents lui achetèrent son premier clavier à l’âge de 11 ans. Il apprit tout seul à en jouer et découvrit son talent très tôt. Il fut rapidement engagé à jouer le samedi soir dans le club social de Connah’s Quay dans le nord du Pays de Galles. À l’âge de 14 ans il fut embauché au Halton British Legion et gagnait déjà 140 £ par soir. À 15 ans il participa à un concours pour la BBC pour lequel il a écrit une chanson de Noël Let’s pray for Christmas. Il n’atteint que la demi-finale de l’émission mais ce fut sa première expérience télévisée et cela lui permit de gagner des heures d’enregistrement aux Strawberry Studios de Manchester. Il y rencontra Mark Owen qui servait le café dans les studios. Ils décidèrent de former leur premier groupe Cutest Rush. Ils chantaient des reprises et des compositions de Gary. Puis ils prirent contact avec Nigel Martin-Smith, un manager de Manchester, qui fut très vite impressionné par le talent de Gary.

## Les années Take That
Pendant les années Take That, Gary fut reconnu de plus en plus dans le milieu artistique pour son talent de compositeur. Il remporta 4 Ivor Novello Awards (la plus haute distinction pour un compositeur en Grande-Bretagne) notamment pour la chanson Pray en 1993. Gary avait le rôle de leader dans le groupe, il écrivait la plupart des chansons et en chantait la majorité.

## Après Take That
À la séparation du groupe en 1996, Gary était destiné à un bel avenir pour sa carrière solo. Son premier album Open Road, ainsi que les deux premiers singles qui en sont issus (Forever Love et Love won’t wait) furent numéro 1. Même Madonna lui composa une chanson. Cependant la guerre faisait rage dans les journaux entre lui et Robbie Williams. Lorsque Robbie sortit Angels, les journaux britanniques avouèrent Gary vaincu et sa carrière solo commença à sombrer. Son second album « 12 months 11 days » ne parvint qu’à la place 34 dans les charts. BMG, sa maison de disques, le remercia.
Il se maria le 12 janvier 2000 avec une ancienne danseuse de Take That, Dawn Andrews, avec qui il sortait depuis de longues années et qui lui donna 2 enfants : Emily et Daniel. En novembre de la même année, Gary décida d’arrêter sa carrière solo pour se concentrer sur sa carrière de compositeur pour d’autres artistes comme Steps et Human Nature dans un premier temps. Il partit aux États-Unis en 2001 avec la collaboration de la maison de disques Sony. De nouveau confiant à son retour, il créa sa propre maison de production « True North Productions » avec Elliot Kennedy et Tim Woodcock. Il composa pour différents artistes comme Delta Goodrem, Charlotte Church, Lara Fabian et le groupe Blue (la chanson Guilty fut numéro 1 en 2004). Il participa même à la composition d’une poignée de chansons avec Mark Owen pour le deuxième album solo de celui-ci. En novembre 2006, Gary publia sa biographie My take dans laquelle il raconte sa vie avant, pendant et après Take That.

## Le retour de Take That

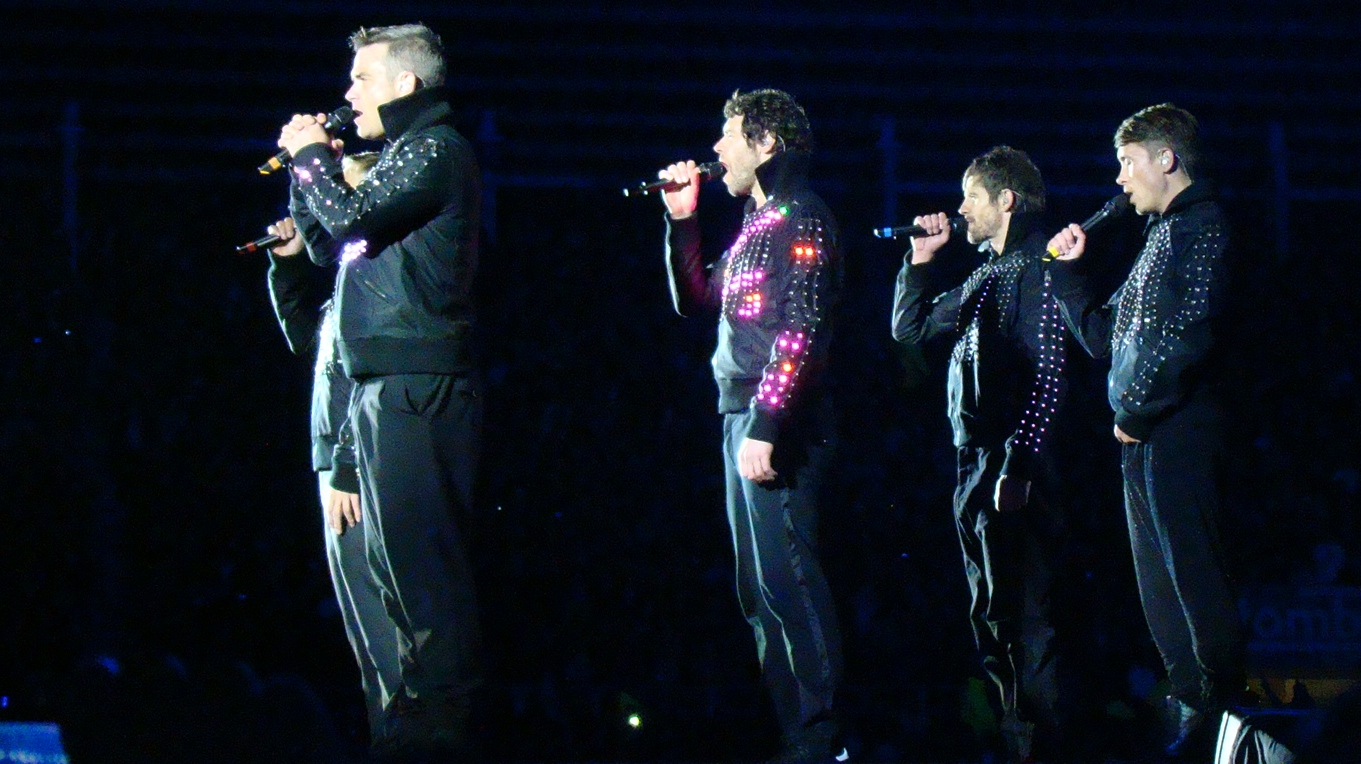
Le groupe Take That pendant la tournée Progress Live.

Gary vient d'achever une tournée triomphale au Royaume-Uni avec les Take That après 10 ans de séparation. Ils ont notamment joué à Milton Keynes devant 70 000 personnes en juin 2006. Le nouvel album des Take That Beautiful World sorti le 27 novembre 2006 fut numéro 1 à travers l'Europe et marque définitivement le retour du premier boysband. Gary y chante en solo sur les chansons Patience, Reach out, I'd wait for life, Like I never loved you et Ain't no sense in love. Une grande tournée des plus grandes salles européennes débutera en octobre et passera par l'Irlande, la Grande-Bretagne, l'Italie, l'Espagne, l'Allemagne, la Suisse, l'Autriche et les Pays-Bas.
En 2010, Gary Barlow fait un duo avec Robbie Williams, "Shame", qui figure sur l'album best of de Robbie.

## Renouveau de la carrière solo (depuis 2011)

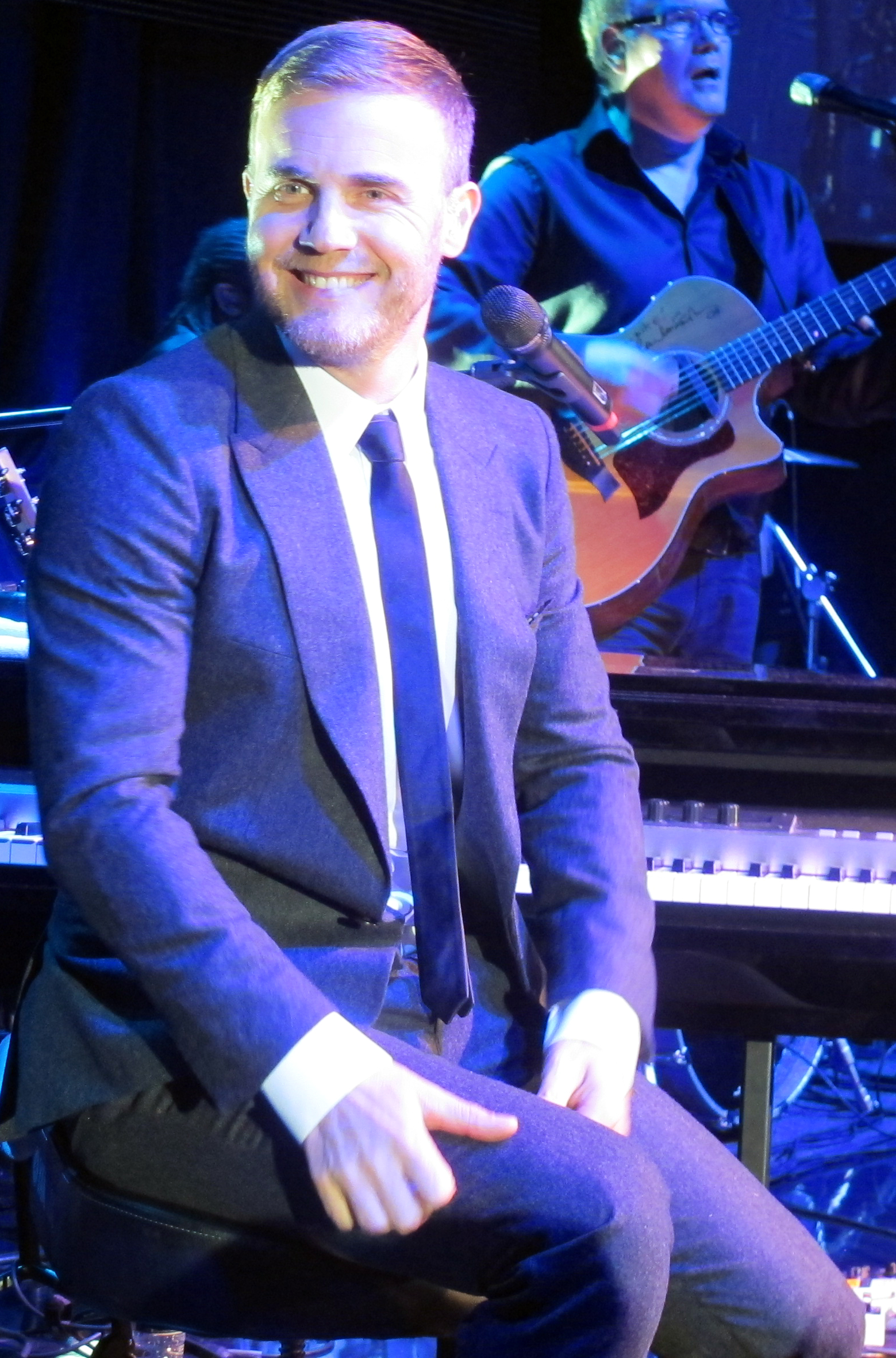
Gary Barlow en concert en 2012.

Gary Barlow prit soin entre les albums et les tournées de Take That de penser à sa carrière solo, interrompue depuis 1999 avec Twelve Mounth, Eleven Days. Son activité reprit après l'enregistrement de l'album Progress. Il devint juré de l'émission de musique The X Factor en Angleterre de 2011 à 2013. Barlow géra le concert du jubilé de diamant de la reine Élisabeth II. Un mini-album  Sing sortit avec des chansons originales pour le concert ainsi que le documentaire On Her Majesty's Service retraçant l'enregistrement de la chanson Sing à travers le Commonwealth. Barlow participa également à l'album Jeff Wayne's Musical Version of The War of The World The New Generation et au nouvel album de Agnetha Fältskog, A.
Mais pour Gary Barlow, l'annonce le 16 octobre 2012 d'une nouvelle tournée solo fut un signe pour reprendre sa carrière (sa dernière tournée eu lieu en 1999). Cette tournée intitulée Gary Barlow : In Concert fut un véritable succès à travers toute l'Angleterre avec 25 dates fin 2012, début 2013.
Après des rumeurs, le troisième album de Gary Barlow, Since I Saw You Last, fut annoncé le 17 septembre 2013 pour sortir le 25 novembre de la même année. L'album présente un style pop, avec un duo entre Barlow et Elton John. L'album fut un succès commercial en étant double disque de platine au Royaume-Uni malgré l'accueil mitigé de la presse. La tournée pour défendre l'album eu lieu en avril 2014 avec une quinzaine de dates dans les arenas.
Gary Barlow annonce une tournée du 16 avril 2018 au 15 juin 2018 pour 32 dates s'étalant en Angleterre, en Écosse et au Pays de Galles.

## Discographie

### Album en solo
- Open Road — (1997) Charts: #1

1. "Love Won't Wait" (4:17) (Madonna/S. Pettibone)
2. "So Help Me Girl" (4:29) (H. Perdew/A. Spooner)
3. "My Commitment" (4:48) (G. Barlow/D. Warren)
4. "Hang On In There Baby" (3:39) (J. W. Bristol)
5. "Are You Ready Now" (4:19) (G. Barlow)
6. "Everything I Ever Wanted" (3:32) (G. Barlow)
7. "I Fall So Deep" (4:02) (L. Loftin/M. Gustafsson/A. Powers)
8. "Lay Down For Love" (5:33) (G. Barlow/R. Stannard/M. Rowbottom)
9. "Forever Love" (4:50) (G. Barlow)
10. "Never Knew" (3:50) (G. Barlow)
11. "Open Road" (4:23) (G. Barlow)
12. "Always" (3:32) (G. Barlow)

- Twelve Months, Eleven Days — (1999) Charts: #35

1. "For All That You Want" (3:36) (G. Barlow/M. Martin/K. Lundin)
2. "Arms Around Me" (3:50) (G. Barlow/P. Vettese)
3. "Lie To Me" (5:30) (G. Barlow)
4. "Fast Car" (4:45) (G. Barlow)
5. "Stronger" (3:40) (G. Barlow/G. Gouldman)
6. "All That I've Given Away" (4:30) (G. Barlow)
7. "Wondering" (3:43) (G. Barlow)
8. "Don't Need A Reason" (4:35) (G. Barlow)
9. "Before You Turn Away" (4:35) (G. Barlow)
10. "Walk" (5:20) (G. Barlow)
11. "Nothing Feels The Same" (4:05) (G. Barlow)
12. "Yesterday's Girl" (6:54) (G. Barlow)
13. "Lie To Me" (edit from dat) (4:04) (G. Barlow)

- Sing — (2012) Charts: #1

1. "Sing" (4:35) (Gary Barlow/Eliot Kennedy/Ryan Carline)
2. "Sing" (4:01) (Gary Barlow/Eliot Kennedy/Ryan Carline)
3. "Here comes the sun" (2:42) (Steve Power/George Harrison)
4. "Amazing grace" (3:12) (John Newton/Gary Barlow/Ryan Carline)
5. "Stronger as one" (3:28) (Robert Hartshorne/Steven Baker)
6. "Land of hope and glory" (3:30) (Edward Edgar/ A. C. Benson/ Steven Baker)
7. "God save the Queen (national anthem)" (2:39) (Thomas Arne/ John Cohen)

- Since I saw you last — (2013) Charts: #2

Standard edition
1. "Requiem" (4:42) (Gary Barlow, Robbie Williams)
2. "Let me go" (3:44) (Gary Barlow)~
3. "Jump" (4:08) (Gary Barlow/Tim Rice-Oxley)
4. "Face to face (feat. Elton John)" (3:33) (Gary Barlow/John Shanks)
5. "God" (5:04) (Gary Barlow)
6. "Small town girls" (3:19) (Gary Barlow)
7. "6th avenue" (5:00) (Gary Barlow)
8. "We like to love" (5:26) (Gary Barlow)
9. "Since I saw you last" (3:32) (Gary Barlow)
10. "This house" (3:58) (Gary Barlow)
11. "Dying Inside" (4:33) (Gary Barlow)
12. "More than life" (3:48) (Gary Barlow)

Deluxe edition (bonus tracks)
1. "Mr. everything" (4:45) (Gary Barlow)~
2. "Actress" (3:31) (Gary Barlow/James Maddock)
3. "The song I'll never write" (3:05) ( (Gary Barlow/Andrew Frampton/Steve Kipner)

## Tournée
- The Open Road Tour (1998-1999)
- For the Fans Tour (1999)
- GB40 (2011)
- Gary Barlow: In Concert (2011–13)
- Since I Saw You Last Tour (2014)
- Gary Barlow In Concert (2018)
- The Songbook Tour (2025)

## Vidéographie
- 1996  "Forever Love", directeur : Sophie Muller
- 1997  "Love Won't Wait", directeur : Rocky Schenck
- 1997  "So Help Me Girl", (Europe) directeur : Rocky Schenck
- 1997  "So Help Me Girl", (États-Unis) directeur : Alan Smithee